# Leganés
Leganés és una ciutat i municipi de la Comunidad de Madrid (Espanya), situat a onze quilòmetres al sud-sud-oest de la madrilenya Puerta del Sol, dins de l'Àrea Metropolitana de Madrid. S'ubica en una plana de la Meseta a la península Ibèrica, olcada d'oest en est pel curs del rierol Butarque, afluent del riu Manzanares. Limita al sud amb Fuenlabrada, al nord amb els districtes madrilenys de Carabanchel i Latina, a l'oest amb Alcorcón, i a l'est amb Villaverde (districte de Madrid) i Getafe.
És la cinquena ciutat madrilenya en població (189.424 habitants) després de Madrid capital, Móstoles, Alcalá de Henares i Fuenlabrada, segons dades del cens municipal de 2009. Va mostrar un important creixement demogràfic a partir de la dècada de 1960, quan emigrants de comunitats com Extremadura, Castella i Andalusia, que van marxar a treballar a Madrid es van instal·lar en el municipi pel menor cost dels habitatges. Durant aquells anys Leganés era considerada com una "ciutat dormitori", ja que la majoria dels residents treballaven a la capital. Però més tard va augmentar la seva oferta de serveis públics, indústries i comerços en els anys 1980, arribant a passar de poble agrícola a ciutat. Des de 1989, Leganés compta amb un campus universitari, l'Escola Politècnica Superior de la Carlos III de Madrid. Després dels atemptats del 11-M a Madrid, set terroristes es van immolar en un edifici d'aquesta localitat, morint ells i un agent de l'equip GEO, el sots inspector Francisco Javier Torronteras Gadea.

## Etimologia
Les Relacions de Lorenzana de 1784 recullen la següent descripció sobre el nom del poble, que posteriorment van ser preses per l'Ajuntament de Leganés com oficials.
«Responen i declaren que aquest poble té per nom 'Leganés', el qual nom dixeron procedir, segons notícies pels antics d'ell, per raó que el lloc d'ell, mentre es va fundar, hi havia una llacuna, do es feia molt légamo, i llavors, quan es va fundar li cridaven 'Legamar', i després d'aqueste vocable 'Legamar', es va prendre anomeni 'Leganés', per corrupció de l'esmentat vocablo.»
D'altra banda, l'escriptor i historiador Ángel Fernández de los Ríos va establir que els noms de Leganés i Leganitos procedeixen de les paraules àrabs algannet' o alganit, que signifiquen hortes o de les hortes.

## Símbols
L'escut d'armes oficial de Leganés va ser aprovat el 1962, encara que els seus orígens daten de 1895. Al llarg del temps ha sofert lleugeres modificacions, com per exemple la forma de la corona. Consta d'una Corona Reial d'Espanya i dues casernes. La primera caserna mostra les armes pròpies del primer marquès de Leganés, Diego Messía Guzmán, que són dues calderes escacades, erminis de sable, i bordadura componada de Castella i Lleó. La segona caserna representa la llacuna sobre el fèrtil terra de la qual es va assentar Leganés.
La bandera de la localitat data de 1985. Consisteix en l'escut de la ciutat ubicat en el centre, sobre un fons blau cel. Es va prendre com a model l'herald de Pieter Snayers titulat Socors de la plaça de Lleida el 1646.
L'altre símbol amb què compta el municipi és un himne propi. Va ser creat el 1980 amb partitura de Manuel Rodríguez Sales (fundador i exdirector de l'Escuela de Música Pablo Casals) i lletra de Pedro Cordero Alvarado, un veí de la localitat que va vèncer un concurs públic organitzat pel Ayuntamiento.

## Història

### Orígens de Leganés
Encara que la seva fundació es remunta al segle xiii, hi ha constància de l'existència d'assentaments en zones pròximes de diversos llogarrets. S'han trobat restes del segle ii aC durant les obres de construcció de la M-45. També es va trobar una necròpoli visigot (segle VI dC)
La vila sorgeix en 1280 sota el regnat d'Alfons X el Savi, quan veïns dels llogarrets de Butarque, La Mora, Overa i Polvoranca van marxar a una altra zona propera per viure. Encara que no hi ha constància oficial de les raons del trasllat, s'apunta a una fugida de les epidèmies que assolaven la zona on estaven ubicats els anteriors emplaçaments. Els habitants es van assentar prop d'un llim (légamo, en castellà), i la nova zona va passar a dir-se Legamar. Amb el pas del temps la denominació del lloc va passar a ser l'actual de Leganés.
L'any 1345 s'incorporarà com a llogarret al raval de Madrid, de la qual depenia administrativament.

### Edat Moderna
Durant el segle xvi es produeix la construcció de l'ermita de La Mora en 1528, el 1528, sent la primera de Leganés. Més tard arribarien l'ermita de Butarque el 1536, i l'ermita de San Cristóbal el 1579. El fet més ressenyable durant aquella època es produeix amb l'arribada de Joan d'Àustria, fill de Carles V, a la localitat amb tres anys. El seu pare volia que Jeromín es criés a Espanya, i va decidir enviar a Leganés on la seva esposa Ana de Medina tenia terres. Joan d'Àustria va romandre allà des de 1550 fins a 1554, quan va ser enviat al castell de Villagarcía de Campos.